# Trzęsienie ziemi w Elazığ (2020)
Trzęsienie ziemi w Elazığ – silne trzęsienie ziemi o magnitudzie 6,7 stopni w skali Richtera, które nawiedziło miasto Elazığ we wschodniej Turcji 24 stycznia 2020 r. Zginęło co najmniej 41 osób, a ponad 1600 osób odniosło obrażenia.

## Trzęsienie ziemi
Trzęsienie ziemi o sile 6,7 stopni magnitudy w skali Richtera uderzyło dnia 24 stycznia 2020 r. o godzinie 20:55 miasto w Turcji, Elazığ. Epicentrum trzęsienia ziemi znajdowało się w pobliżu miasta Sivrice. Wstrząsy były odczuwalne sąsiednich prowincjach Diyarbakır, Malatya i Adıyaman oraz w sąsiednich krajach Armenii, Syrii, Iranu, Gruzji i Libanie. Po trzęsieniu ziemi odnotowano wiele wstrząsów wtórnych.